# Izium
Izium (ukrainska: Ізюм lyssna (fil), ryska: Изюм) är en stad i Charkiv oblast i nordöstra Ukraina. Staden är belägen intill floden Donets, cirka 117 kilometer sydost om Charkiv. Izium beräknades ha 44 979 invånare i januari 2022.
I början av Rysslands invasion av Ukraina 2022 erövrades Izium av ryska trupper men i september 2022 återtogs den av ukrainska trupper.

## Historia
En bosättning etablerades på platsen i slutet av första halvan av 1600-talet. År 1681 befästes det av Charkivregementet och fortet utgjorde en viktig försvarspost gentemot tatarerna. Izium var under åren 1685–1765 en regementsstad i Sloboda Ukraina.

## Ekonomi
Izium är en viktig industristad mellan Charkiv och Donetsbäckenet. Industrin tillverkar optisk utrustning, maskindelar, armerade betongkonstruktioner, konstruktionsmaterial och livsmedel.

## Bildgalleri

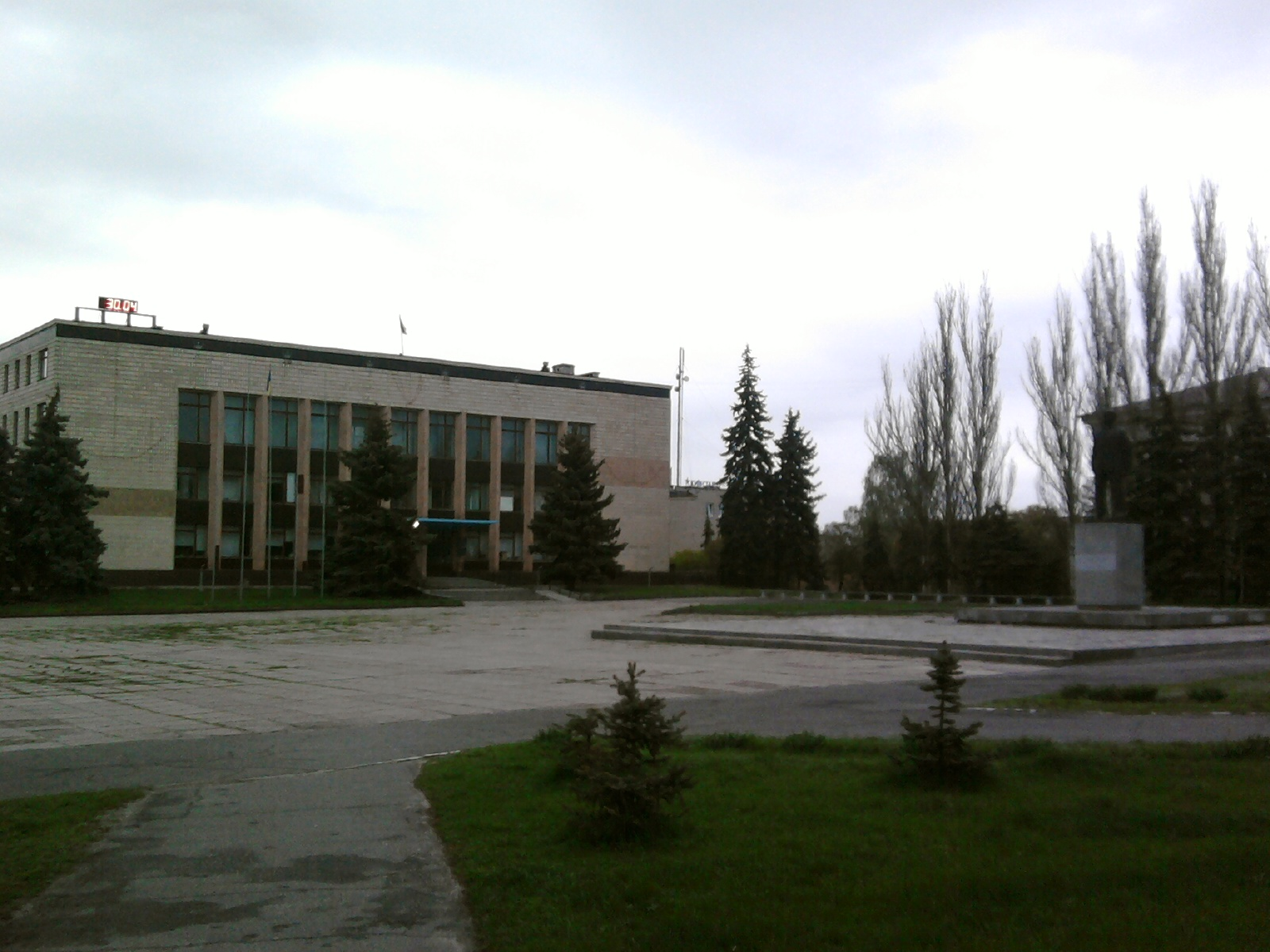
Stadshuset.
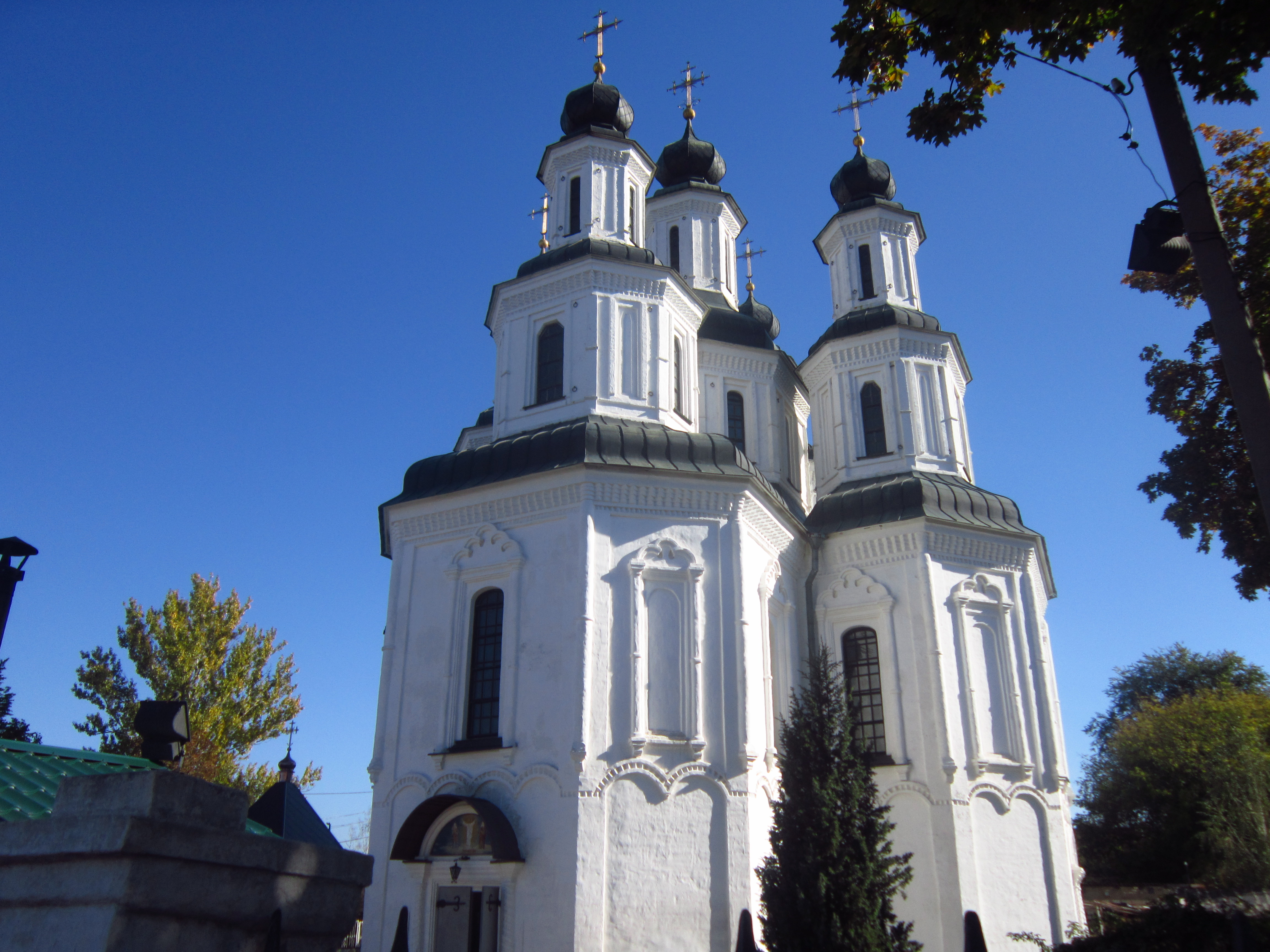
Kristi Förklaringskyrkan.
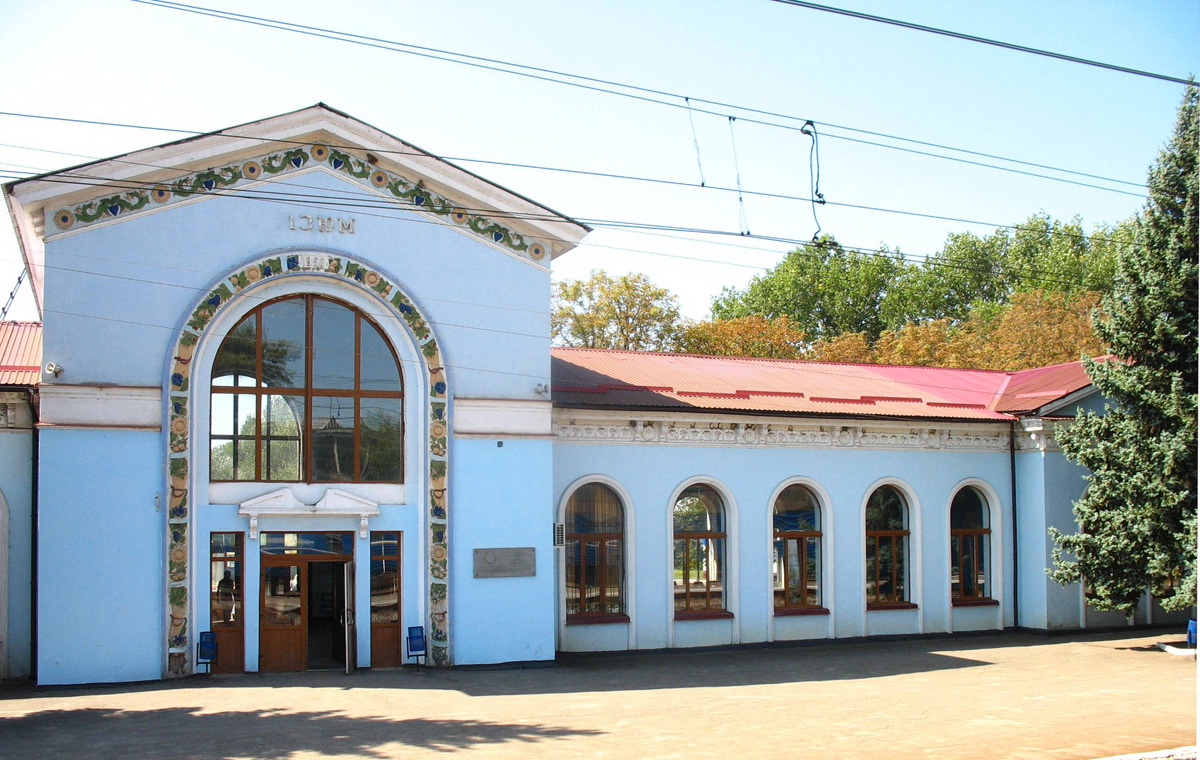
Järnvägsstationen.